# Regierung Martin I
Die Regierung Martin I war vom 27. Juni 2020 bis zum 17. Dezember 2022 die Regierung von Irland. Premierminister war Micheál Martin. Sie löste die Regierung Varadkar I ab.
Leo Varadkar kündigte nach der verlorenen Parlamentswahl 2020 an, dass er als Taoiseach zurücktreten werde, dass die Regierung jedoch gemäß den Bestimmungen von Artikel 28.11 der Verfassung ihre Aufgaben bis zur Ernennung ihrer Nachfolger weiterhin wahrnehme.
Nach Verhandlungen einigten sich Fianna Fáil und Fine Gael mehr als vier Monate nach der Parlamentswahl mit den Grünen auf eine Rotationsregierung. Der Posten des Taoiseach „rotierte“ demnach zwischen den beiden bürgerlichen Parteien. Zunächst war Micheál Martin (FF) bis 2022 Premier, dann übernahm Leo Varadkar (FG) erneut diese Position.
Am 27. Juni debattierte der Dáil über Nominierungen für die Position von Taoiseach. Die Nominierung von Micheál Martin wurde vom Dáil genehmigt. Martin wurde anschließend von Präsident Michael D. Higgins zum Taoiseach ernannt.

## Regierungsmitglieder
| Amt                                                                                     | Name                                                                       | Name                                                                              | Partei    |
| --------------------------------------------------------------------------------------- | -------------------------------------------------------------------------- | --------------------------------------------------------------------------------- | --------- |
| Taoiseach (Premierminister)                                                             |                                                                            | Micheál Martin                                                                    | FF        |
| Tánaiste (stellvertretender Premierminister)                                            |                                                                            | Leo Varadkar                                                                      | FG        |
| Minister für Unternehmen, Handel und Beschäftigung                                      |                                                                            | Leo Varadkar                                                                      | FG        |
| Außenminister                                                                           |                                                                            | Simon Coveney                                                                     | FG        |
| Verteidigungsminister                                                                   |                                                                            | Simon Coveney                                                                     | FG        |
| Finanzminister                                                                          |                                                                            | Paschal Donohoe                                                                   | FG        |
| Gesundheitsminister                                                                     |                                                                            | Stephen Donnelly                                                                  | FF        |
| Minister für Klimawandel, natürliche Ressourcen und Verkehr                             |                                                                            | Eamon Ryan                                                                        | GP        |
| Ministerin für Medien, Tourismus, Kunst, Kultur, Sport und die Gaeltacht                |                                                                            | Catherine Martin                                                                  | GP        |
| Ministerin für Justiz und Gleichstellung                                                |                                                                            | Helen McEntee 27. Juni 2020 – 27. April 2021 1. November 2021 – 25. November 2022 | FG        |
| Ministerin für Justiz und Gleichstellung                                                | Heather Humphreys 27. April 2021 – 1. November 2021 seit 25. November 2022 |                                                                                   | FG        |
| Minister für Wohnungswesen, Kommunalverwaltung und Kulturerbe                           |                                                                            | Darragh O’Brien                                                                   | FF        |
| Minister für Landwirtschaft, Ernährung und Meeresangelegenheiten                        |                                                                            | Barry Cowen 27. Juni 2020 – 14. Juli 2020                                         | FF        |
| Minister für Landwirtschaft, Ernährung und Meeresangelegenheiten                        | Dara Calleary 15. Juli 2020 – 21. August 2020                              |                                                                                   | FF        |
| Minister für Landwirtschaft, Ernährung und Meeresangelegenheiten                        | Charlie McConalogue seit 2. September 2020                                 |                                                                                   | FF        |
| Ministerin für Bildung                                                                  |                                                                            | Norma Foley                                                                       | FF        |
| Minister für höhere Bildung, Innovation und Forschung                                   |                                                                            | Simon Harris                                                                      | FG        |
| Ministerin für soziale Absicherung, Gemeinde- und ländliche Entwicklung und die Inseln  |                                                                            | Heather Humphreys                                                                 | FG        |
| Minister für Kinder, Behinderte, Gleichstellung und Integration                         |                                                                            | Roderic O’Gorman                                                                  | GP        |
| Minister für öffentliche Ausgaben und Reformen                                          |                                                                            | Michael McGrath                                                                   | FF        |
| Amt                                                                                     | Name                                                                       | Name                                                                              | Partei    |
| Staatsminister beim Premierminister                                                     |                                                                            | Dara Calleary 27. Juni 2020 – 15. Juli 2020                                       | FF        |
| Staatsminister beim Premierminister                                                     | Jack Chambers 15. Juli 2020 – 17. Dezember 2022                            |                                                                                   | FF        |
| Staatsminister für die Finanz- und Versicherungswirtschaft                              | 1. Juli 2020 – 15. Juli 2020                                               |                                                                                   | FF        |
| Staatsminister für die Finanz- und Versicherungswirtschaft                              | Seán Fleming 15. Juli 2020 – 17. Dezember 2022                             |                                                                                   | FF        |
| Staatsministerin für Flächennutzung und Biodiversität                                   |                                                                            | Pippa Hackett                                                                     | GP        |
| Staatsministerin für Inklusion                                                          |                                                                            | Josepha Madigan                                                                   | FG        |
| Staatsminister für Europäische Angelegenheiten beim Taoiseach und beim Außenministerium |                                                                            | Thomas Byrne                                                                      | FF        |
| Staatsminister für das Office of Public Works                                           |                                                                            | Patrick O’Donovan                                                                 | FG        |
| Staatsminister für Vergabewesen, eGovernment und Kreislaufwirtschaft                    |                                                                            | Ossian Smyth                                                                      | GP        |
| Staatsminister im Außenministerium für Entwicklungshilfe                                |                                                                            | Colm Brophy                                                                       | FG        |
| Staatsministerin für behinderte Menschen                                                |                                                                            | Anne Rabbitte                                                                     | FF        |
| Staatsminister für Fort- und Weiterbildung                                              |                                                                            | Niall Collins                                                                     | FF        |
| Staatsminister für örtliche Gemeinschaft und Wohlfahrtsorganisationen                   |                                                                            | Joe O’Brien                                                                       | GP        |
| Staatsminister für lokale Verwaltung und Regionalplanung                                |                                                                            | Peter Burke                                                                       | FG        |
| Staatsminister für Natur, kulturelles Erbe und Wahlrechtsreform                         |                                                                            | Malcolm Noonan                                                                    | GP        |
| Staatsministerin für psychische Gesundheit und Senioren                                 |                                                                            | Mary Butler                                                                       | FF        |
| Staatsminister für das öffentliche Gesundheitswesen und die Nationale Drogenstrategie   |                                                                            | Frank Feighan                                                                     | FG        |
| Staatsminister für Gesetzesreform                                                       |                                                                            | Charlie McConalogue 15. Juli 2020 – 2. September 2020                             | FF        |
| Staatsminister für Gesetzesreform                                                       | James Browne 2. September 2020 – 27. April 2021                            |                                                                                   | FF        |
| Staatsminister für Zivilrecht und Einwanderung                                          | 27. April 2021 – 17. Dezember 2022                                         |                                                                                   | FF        |
| Staatsministerin für Strafrecht                                                         |                                                                            | Hildegarde Naughton                                                               | FG        |
| Staatsministerin für Klimapolitik                                                       |                                                                            | Hildegarde Naughton                                                               | FG        |
| Staatsminister für Wirtschaftsförderung                                                 |                                                                            | Robert Troy 15. Juli 2020 – 24. August 2022                                       | FF        |
| Staatsminister für Wirtschaftsförderung                                                 | Dara Calleary 25. August 2022 – 17. Dezember 2022                          |                                                                                   | FF        |
| Staatsminister für Beschäftigung und Einzelhandel                                       |                                                                            | Damien English                                                                    | FG        |
| Generalstaatsanwalt                                                                     |                                                                            | Paul Gallagher                                                                    | Parteilos |